# Mincovna

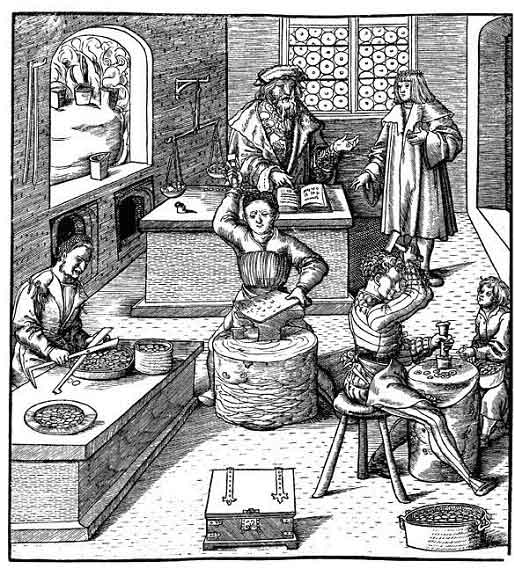
Mincovna

Mincovna je místo, kde se vyrábí (razí) mince. Jak vypadala mincovna ve starověku není přesně známo, ale na území Česka to byla od tzv. grošového období (od r. 1300) budova, kde byly soustředěny všechny činnosti potřebné pro vznik finálního produktu – mince. Panovnický monopol na ražbu mincí zavádí reformou až Václav II.

## České mincovny

### Historie
| „Mincovní úřad užíval kostela za skladiště, později od r. 1795 za mincovnu. K tomu cíli byly postranní lodi přepážkou zdí odděleny od hlavní lodi a upraveny na byty, hlavní loď pak stala se velikou dílnou k válcování stříbrných desk. Koňským pohonem, postaveným před oltářním prostorem, byly poháněny příslušné stroje. V pravé lodi byla konírna. Ražení peněz dálo se ve dvoře v přízemní budově.“ |
| F. Hrejsa o mincovně při zrušeném kostele sv. Salvátora na Starém Městě pražském |

V zemích České koruny působilo souběžně či po sobě několik mincoven.
V období ražby denárů (od konce 10. století do roku 1300) to byly mincovny v Praze (PRAGA CIVITAS) na Starém Městě, v Mělníku (MELNIC CIVITAS), na Vyšehradě (VVISEGRAD), v 10. století mincovny Slavníkovců v Libici (LIVBVZ) a v Malíně.  V letech 1118–1300 byla činná mincovna v Chebu, obnovená v roce 1349. Od 13. do 15. století působila mincovna v Českých Budějovicích.
Po mincovní reformě z roku 1300 byla ražba pražských grošů soustředěna do Vlašského dvora v Kutné Hoře, který sdružoval ve šmitnách mincovny měst Litoměřice, Kladsko, Jihlava, Opava, Most a Písek. Roku 1349 obnovila svou činnost chebská mincovna, do které Karel IV. přenesl dosavadní provoz z Norimberka.
V Českém Krumlově první mince razil Oldřich II. z Rožmberka v letech 1403–1462. Královská mincovna v Jáchymově byla roku 1511 založena jako privátní podnik rodiny Šliků, zestátněna byla roku 1520. Mince do českých zemí dodávaly také mincovny rakouské (zvláště Hall in Tirol a Linec), německé a uherské.
Na Moravě asi od roku 1144 vydávali mince biskupové, biskupská mincovna sídlila v Kroměříži, další byla roku 1624 založena v Mikulově.

### Současnost
Současné české mince razí privátní společnost Česká mincovna v Jablonci nad Nisou (často mylně uváděna jako státní podnik). Veřejnosti přístupná je bývalá biskupská mincovna v Kroměříži, významná mincovna činná od habsburské vlády se nachází v Kremnici na Slovensku. V roce 2011 vznikla privátní komerční akciová společnost Pražská mincovna a.s. se sídlem v Praze.